# Schefflera hierniana
Espèce
Synonymes
- Heptapleurum scandens Hiern[2]

Statut de conservation UICN

 VU B1ab(iii)+2ab(iii) : Vulnérable
Schefflera hierniana Harms est une espèce de plantes à fleurs de la famille des Araliaceae et du genre Schefflera, présente en Afrique tropicale. 
D'abord considérée comme synonyme de Schefflera barteri, elle en a été dissociée par David Gamman Frodin (es) en 2004, mais des travaux plus récents (2017) semblent remettre en cause ce choix.

## Étymologie
Son épithète spécifique hierniana rend hommage au botaniste William Philip Hiern.

## Description
C'est un arbuste épiphyte grimpant dont la hauteur est comprise entre 4 et 8 m.

## Distribution
Assez rare, jugée vulnérable, l'espèce est présente principalement au Cameroun sur six sites dans deux régions (Nord-Ouest, Sud-Ouest), également sur un site en Guinée équatoriale sur l'île de Bioko.

## Utilisation
Dans les monts Lebialem au Cameroun, elle est utilisée pour son bois et à des fins médicinales.